# Ramón Trencavel II

Escudo de armas de la dinastía Trencavel antes de 1247.

Escudo de armas de la dinastía Trencavel después de 1247.

Ramón Trencavel II (antes de 1209-c. 1265) miembro de la Casa Trencavel, buscará en vida recuperar las posesiones que la cruzada albigense había expoliado a su padre, Ramón Roger Trencavel. Se opuso muchas veces a Amaury de Montfort, hijo de Simón IV de Montfort, que entonces estaba establecido sobre los antiguos dominios de la familia Trencavel. 
Ramón era todavía joven, cuando los cruzados asediaban la ciudad de Carcasona, entonces en manos de su padre Ramón Roger Trencavel en el 1209. Tras la captura de la ciudad por Simón de Montfort, encarcelaran a Ramón Roger en sus propios calabozos. A la muerte de este, el 10 de noviembre de 1209, Simón de Monfort, que solicitaba los territorios Trencavel, hace firmar a Agnès de Montpellier, la esposa del difunto, una renunciacia sobre sus derechos así como los de su hijo. En contrapartida, recibió una renta vitalicia de tres mil sueldos y el reembolso sobre un año, realizado en cuatro pagos, de su dote que sube a veinticinco mil sueldos. Ramón es entonces confiado bajo la tutela del conde de Foix, Raimundo Roger I. 

## Primera reconquista
Ramón tomó parte activa en la reconquista occitana de Ramón VII de Tolosa. En efecto, a partir del 1216, el país se levanta contra Simón de Monfort. El 1218 Simón murió en el asedio de la ciudad de Toulouse. Su sucesor, su hijo Amaury será incapaz de hacer frente a esta revuelta general y restituirá poco a poco las tierras conquistadas en la cruzada de Albigense. El 1224, Carcasona es poseída por Ramón VII de Tolosa que ofrece la ciudad a su poseedor legítimo, Ramón de Trencavel.
La conservará hasta 1226, año en qué Luis VIII volverá a someter la ciudad de nuevo. Esta expropiación será llevada a cabo por el tratado de París el 1229 que hará de la ciudad una posesión real. Ramón se exilió entonces a la cortes del rey de Aragón.

## Segunda reconquista
En el 1240, Ramón, que poseía todavía numerosos contactos en el país, decide recuperar otra vez la ciudad de Carcasona, con la ayuda de Olivier de Termes. El 17 de septiembre, aprovecha la complicidad de la nobleza local y de los habitantes de los arrabales de la ciudad por sitiar la ciudad. Los combates durarán 25 días. Cuando la ciudad estaba a punto de ser reconquistada en manos de los faidits que acompañaban a Ramón, el ejército real llegó para socorrer la ciudad. El 11 de octubre, Ramón ha de levantar el asedio rápidamente y huir hacia Montréal donde será perseguido y asediado a su vez. Consigue escaparse y exiliarse de nuevo en Aragón. 

## Sumisión y toma de la cruz
El 1246, Ramón será obligado a renunciar a sus derechos. El año siguiente, romperá su sello de vizconde de Béziers y Carcasona en señal de sumisión al rey de Francia, Luis IX. Formó más tarde parte de la Séptima Cruzada, el último acto conocido suyo está fechado en 1263. Se supone que murió antes del 1267, fecha en la cual su hijo Roger aparece bajo el título de Roger de Beziers.
- Datos: Q1826696
- Multimedia: Raymond II Trencavel / Q1826696